# Valea Teilor, Tulcea
Valea Teilor este satul de reședință al comunei cu același nume din județul Tulcea, Dobrogea, România.
Pe numele vechi, Meidanchioi, este situat pe cel mai scurt drum comercial dintre Isaccea și Babadag, iar după unele speculații era drumul comercial bizantin „de la vareci la greci”. Este atestat ca sit roman cu valoroase obiecte și vestigii romane. A fost locuit de turci, bulgari, români și țigani rudari și lingurari. Prin mijlocul satului trece râul Lozova. Alt râu, din vest, este Boclugea care devine afluent al Lozovei la punctul morilor. În nord se află pădurea Niculițenilor, înspre vest de la Derventul „Podul Înalt” pădurea de tei a Boclugei până la câmpia Lozovei. Spre sud Dealul Malciu, spre est dealuri pline de plantații de vii până spre pădurea Celicului, spre nord-est Pădurile Teliței. Este cea mai interesantă comună pentru că este înconjurată de culturi de vii, având terenul propice.Are Școală, dispensar, biserică, primărie și centru vinicol. Satul este poziționat pe două văi în formă de Y. Biserica monumentală, cu hramul Sf. Arhangheli așteaptă să fie resfințită.